# Teatro Fuencarral
El teatro Fuencarral fue un edificio dedicado tanto a cine como a teatro situado en la calle de Fuencarral 133, entre la glorieta de Bilbao y la glorieta de Quevedo, en la ciudad española de Madrid.
El inmueble fue construido por Teodoro de Anasagasti y fue inaugurado el 24 de mayo de 1918 como cine. Tras una reforma se incorporó al circuito escénico el 5 de septiembre de 1924. En él se presentaron algunas de las mejores compañías de revista y zarzuela del siglo XX. Durante toda su historia alternó el cine con el teatro y el flamenco. Fue el origen de la compañía de José Tamayo, durante varias temporadas compañía titular del teatro.
En mayo de 1988 abandonó definitivamente las representaciones y siguió como cine hasta su cierre definitivo. Sobre el 15 de enero de 2004 se colocó un «Cerrado temporalmente. Disculpen las molestias» sin más explicaciones.
Pese a que la Asociación Española de Amigos de los Teatros hizo una campaña recalcando que con el Teatro Pavón eran los dos únicos edificios en pie del arquitecto, se acordó la recalificación del solar para la construcción de viviendas y el viejo edificio fue demolido el 31 de octubre de 2005 para construir sobre su solar un edificio de viviendas que se terminó en 2008.
Su solar tuvo una última contribución a las artes cuando el artista urbano Jorge Rodríguez Gerada pintó sobre la fachada del edificio vecino que había quedado al descubierto, las caras de Raquel y María, dos vecinas del barrio en febrero de 2006.

## Obras representadas
Zarzuelas
- Carita de Emperaora, zarzuela en dos actos. Libreto de Antonio Quintero y Pascual Guillén con música de Rafael Calleja Gómez, estrenada el 19 de febrero de 1932 por la compañía de Vicente Patuel, obteniendo un gran éxito.
- La del manojo de rosas de Pablo Sorozábal: estrenada allí el 13 de noviembre de 1934. Interpretada por Luis Sagi Vela y María Vallojera. Constituyó un gran éxito, que consagró definitivamente a los autores, tanto del libro como de la música.
- Los amos del barrio de Manuel López-Quiroga Miquel: estrenada allí el  7 de septiembre de 1938 con gran éxito. Es una de las pocas obras estrenadas durante la guerra civil española y que alcanzará gran éxito, al igual que Romanza Húngara, del maestro Juan Dotras Vila.

Revistas
- Eva en el Dancing, revista en un acto. Libreto de Dionisio de las Heras con música de Rafael Calleja Gómez en colaboración con Reveriano Soutullo y Gerónimo Giménez. Estreno el 13 de marzo de 1931.
- ¡Campanas a Vuelo! de Francisco Alonso: estrenada el 7 de julio de 1931. Interpretada por la compañía de revistas de Lino Rodríguez, en la cual tenían de primeras figuras a las tiples Eugenia Galindo y Olvido Rodríguez. Esta revista cuenta con ser una de las primeras obras para celebrar el reciente nacimiento de la República Española.
- Saritísima espectáculo de variedades de la estrella Sara Montiel, en el que contó con apariciones estelares como Josephine Baker. Año 1974 después inmediatamente de su retirada del cine con 5 almohadas para una noche, la que fuera su última película.